# سینوهه (فیلم)
سینوهه یا مصری (به انگلیسی: The Egyptian) فیلمی به کارگردانی مایکل کورتیز که محصول سال ۱۹۵۴ کشور ایالات متحده است. فیلم بر اساس رمان سینوهه از میکا والتاری ساخته شده‌است.
این فیلم از دوران جوانی دکتر سینوهه به بعد را بیان می‌کند و بسیاری از اتفاقات مثل چگونگی آشنایی هورم هب با سینوهه یا آشنایی کاپتا با سینوهه را بیان نکرده و در بیان جزئیات در مقابل رمان تاریخی سینوهه بسیار ضعیف می‌باشد.

## موضوع فیلم
مستخدمی به نام «مریت» (جین سیمونز)، به پزشکی به نام «سینوهه» (پردام) علاقه‌مند است. در این میان فرعون مصر، «آخناتون» (مایکل وایلدینگ) طرفدار یکتاپرستی است و کاهنان دربار که قدرت و نفوذ خود را در خطر می‌بینند، حکومت او را تهدید می‌کنند…